# Hla’alua

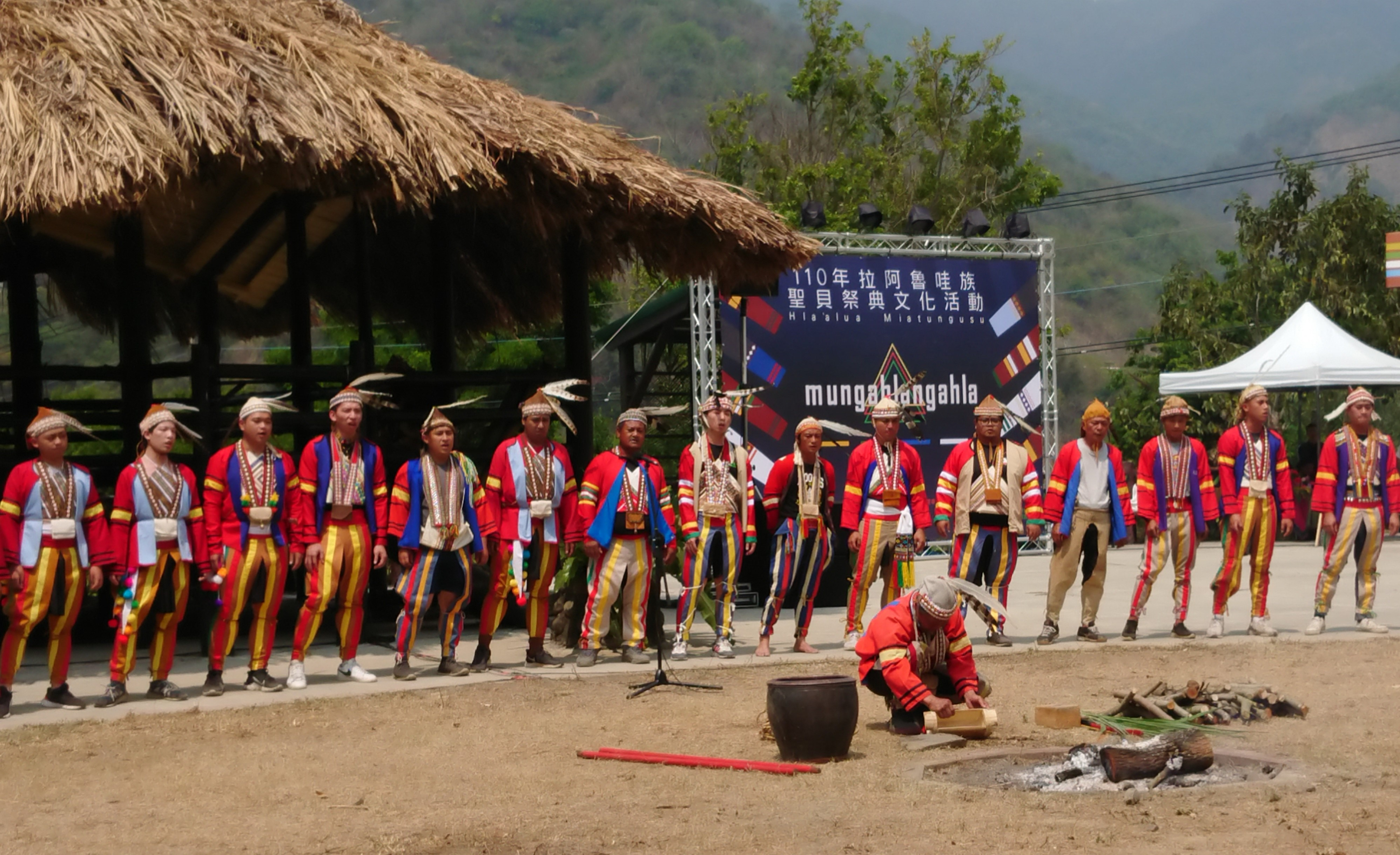
Ritual während des Miatungusu-Festes

Die Hla’alua, auch Saaroa (chinesisch: 拉阿魯哇族 Lāālǔwā zú oder 沙阿魯阿族 Shāālǔā zú) sind ein taiwanisches Ureinwohnervolk im Gebiet der südtaiwanischen Stadt Kaohsiung. Im Oktober 2024 zählten sie 490 Angehörige. Seit 2014 haben sie den Status eines offiziell anerkannten Ureinwohnervolks der Republik China (Taiwan).

## Siedlungsgebiet und Status

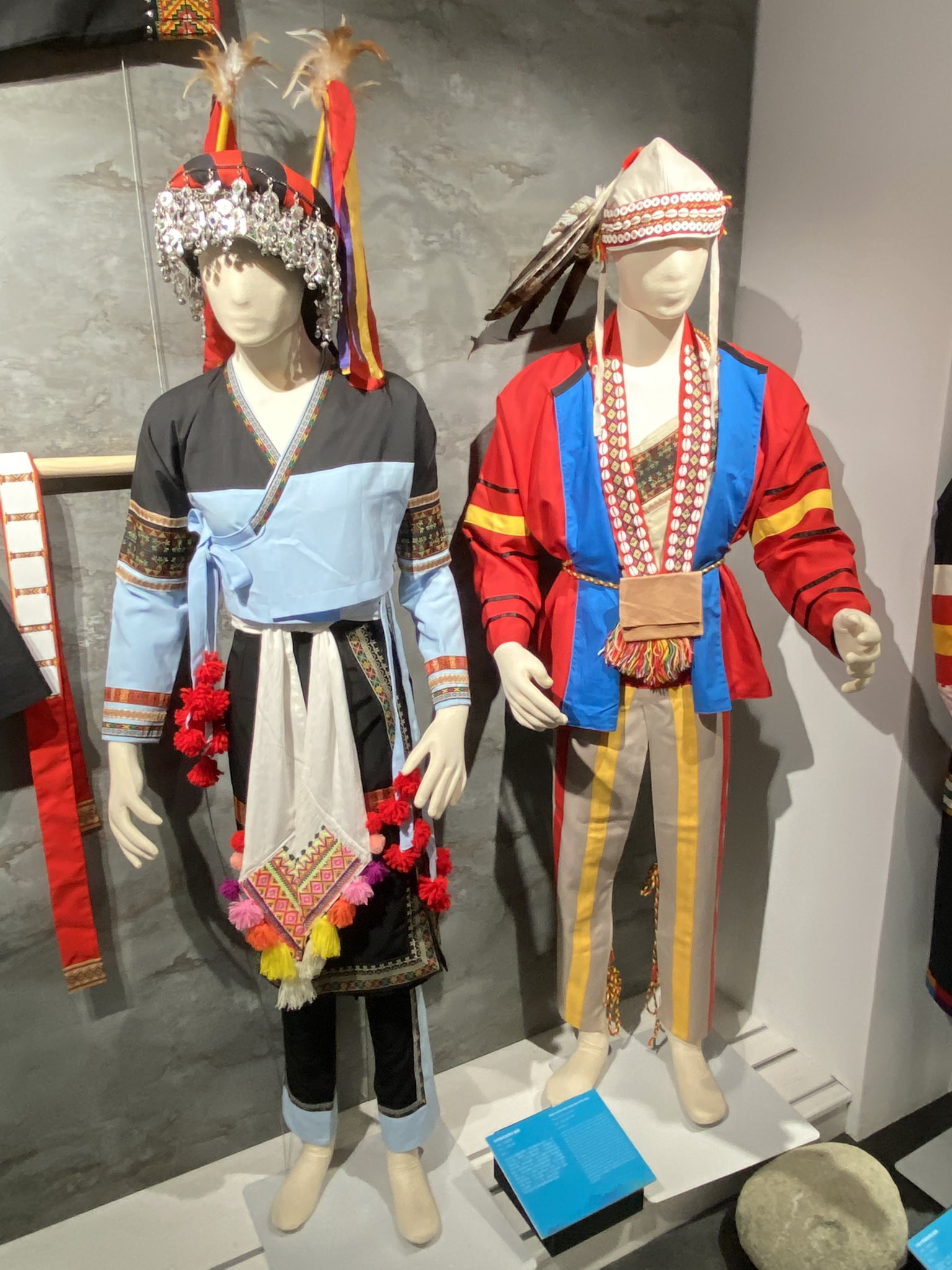
Hla’alua-Tracht

Das Siedlungsgebiet der Hla’alua umfasst die Orte Gaozhong (高中) und Taoyuan (桃源) im Bezirk Tauyuan sowie den Ort Maya (瑪雅) im Bezirk Namasia. Es liegt im bergigen, dünn besiedelten Nordosten des Gebiets der Stadt Kaohsiung.
Aufgrund ihrer isolierten Lage kamen die Hla’alua nicht mit den niederländischen Kolonisatoren des 17. Jahrhunderts und danach kaum mit den Behörden der Qing-Dynastie in Berührung, weshalb es keine schriftlichen Zeugnisse zu ihrer Geschichte gibt. Erst zur Zeit der japanischen Herrschaft über Taiwan (1895–1945) wurde mit der ethnologischen Erforschung der indigenen Völker Taiwans und mit der Aufzeichnung von mündlicher Überlieferung und Sagen der Hla’alua begonnen. Lange Zeit wurden sie zum Volk der Tsou gezählt. Am 26. Juni 2014 wurden sie durch den Rat für indigene Völker der taiwanischen Regierung (Exekutiv-Yuan) offiziell als indigenes Volk Taiwans anerkannt.

## Kultur

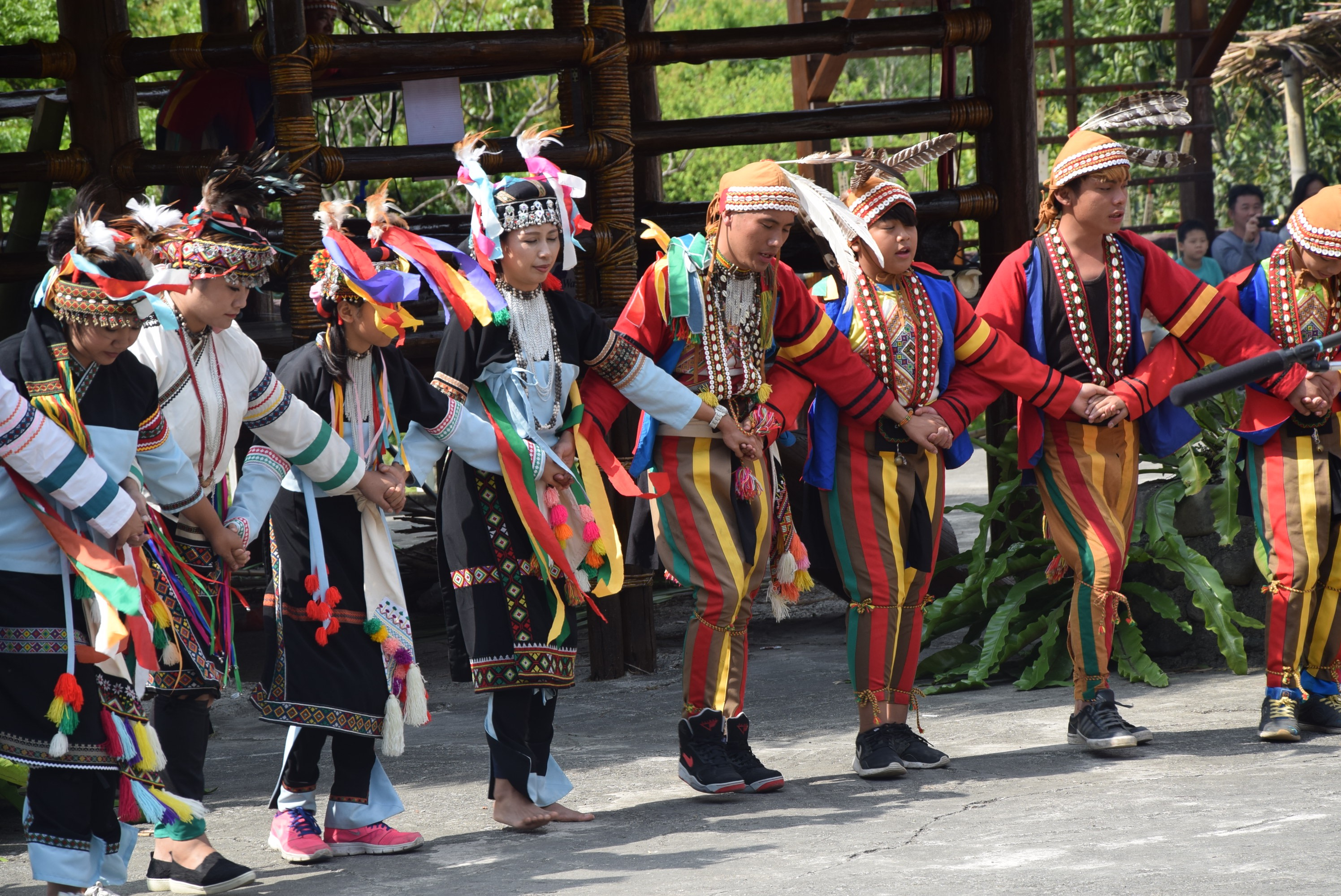
Beim Miatungusu-Fest

Die Hla’alua verehren zwölf takiarʉ oder „Muschelgötter“ (chinesisch 貝神 beishen). Der Sage nach lebten die Vorfahren der Hla’alua einst an einem mystischen Ort im Osten namens Hlasʉnga. In ihrer Nachbarschaft wohnte ein befreundetes Volk von Zwergen, die Kavurua. Als die Hla’alua eines Tages beschlossen, fortzuziehen, schenkten ihnen die Kavurua zum Abschied Muscheln als Symbol für die zwölf Muschelgötter, die die Hla’alua fortan behüten sollten.
Seither feiern die Hla’alua das Fest Miatungusu, das „Muschelfest“, um die Götter aus Hlasʉnga herbeizurufen, sie zu bewirten und sie um ihren Schutz zu bitten. Nachdem das Fest während des 20. Jahrhunderts infolge von äußeren Einflüssen und Modernisierung fast in Vergessenheit geraten war, wurde es in den 1990er Jahren wiederbelebt. Während es früher alle zwei oder drei Jahre stattfand, wird es nun jedes Jahr im Frühjahr gefeiert.
Die Kleidung der Hla’alua bestand traditionell aus Leinen und Leder (v. a. Ziege oder Chinesischer Muntjak). Zu festlichen Anlässen sind für Männer rot-blaue Oberkleidung und bunt gestreifte Hosen, für Frauen ein schwarz-hellblaues Oberhemd und schwarze Hosen und Röcke typisch. Festliche Kopfbedeckungen werden mit Hahnenfedern (Frauen) oder Adlerfedern und Schwanzfedern des Mikadofasans (Männer) geschmückt.
Die bereits ausgestorbene Sprache der Hla’alua gehört wie alle Formosa-Sprachen zur austronesischen Sprachfamilie. Statt ihrer verwenden die Hla’alua heute die Sprache der benachbarten Bunun und die Sprache der Mehrheitsgesellschaft, Chinesisch.